# Université Silpakorn
L‘université Silpakorn (thaï : มหาวิทยาลัยศิลปากร; également connu sous le nom de l‘Université des Beaux-Arts de Thaïlande) est une université publique de Thaïlande. Elle a été fondée à Bangkok en 1943 par le professeur d'art italien Corrado Feroci, devenu thaïlandais sous le nom de Silpa Bhirasri. 
C'est la plus importante université thaïlandaise pour les beaux-arts et l'archéologie, et elle comporte plusieurs autres facultés. Elle a environ 7 000 étudiants.
Il existe trois campus :
- Palais Thapra à Bangkok

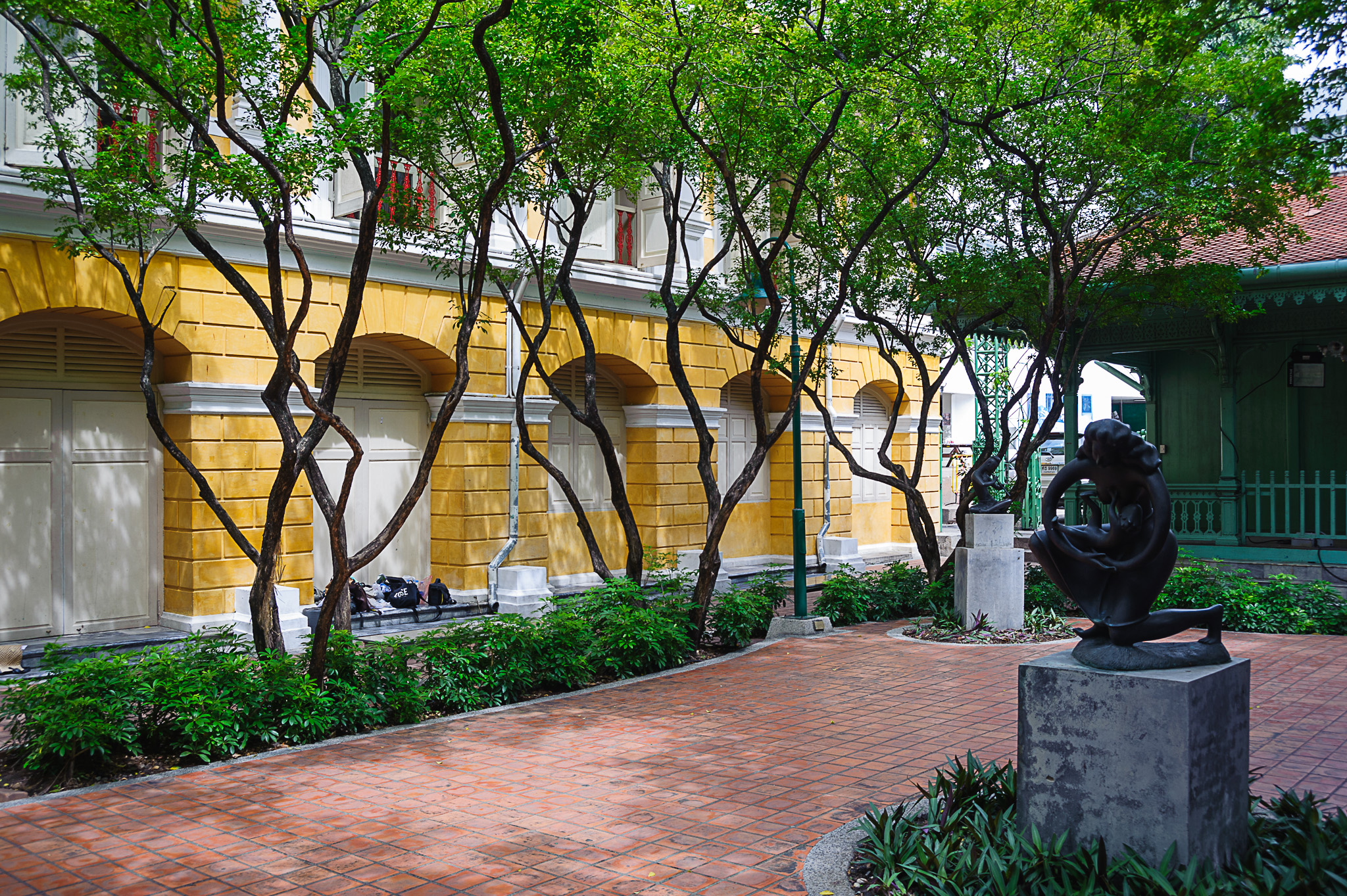
Joli patio dans l'enceinte du campus du Palais Thapra renfermant une dizaine de statues de Silpa Bhrasri et de ses étudiants

- Palais de Sanam Chan à Nakhon Pathom
- Phetchaburi IT Campus à Phetchaburi

## Facultés

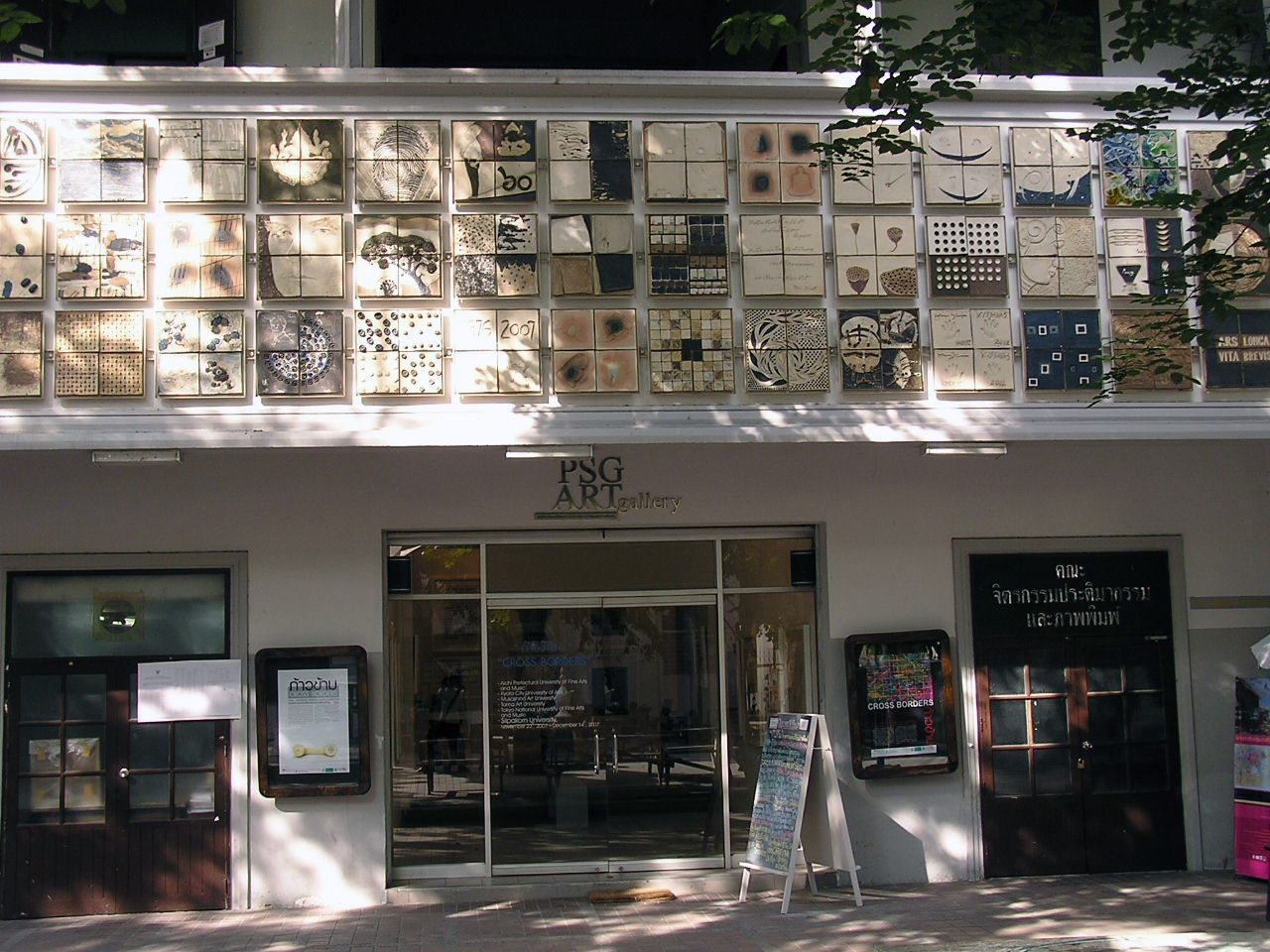
Faculté de peinture, sculpture et arts graphiques sur le campus du Palais Thapra à Bangkok.

- Faculté de peinture, sculpture et arts graphiques
- Faculté d'Architecture
- Faculté d'archéologie
- Faculté des Arts Décoratifs
- Faculté des lettres
- Faculté d'éducation
- Faculté des sciences
- Faculté de pharmacie
- Faculté de génie et de technologie industrielle
- Faculté de musique
- Faculté des sciences animales et de la technologie agricole
- Faculté des sciences de gestion
- Faculté des technologies de l'information et de la communication
- Collège international de l'Université Silpakorn (SUIC)
- École supérieure

## Étudiants notables
- Angkarn Kalayanapong (1926-2002), écrivain, poète, peintre et sculpteur thaïlandais ;
- Thawan Duchanee (1939- ), artiste peintre thaïlandais ;
- Sakarin Krue-On, artiste thaïlandais ;
- Chalermchai Kositpipat (1955- ), artiste peintre thaïlandais ;
- Sirindhorn (1955- ), princesse royale de Thaïlande ;
- Araya Rasdjarmrearnsook, artiste thaïlandais ;
- Chavalit Soemprungsuk, artiste thaïlandais.